# باشگاه فوتبال یاداناربون
باشگاه فوتبال یاداناربون (انگلیسی: Yadanarbon F.C.) یک باشگاه فوتبال از میانمار است که در شهر ماندالی ناحیه ماندالی قرار دارد. 